# Jack Aitchison
Pour les articles homonymes, voir Aitchison.
Jack Aitchison est un footballeur écossais né le 5 mars 2000 à Fauldhouse. Il évolue au poste d'attaquant et milieu offensif à Exeter City.

## Biographie

### En club
Le 15 mai 2016, il dispute son premier match professionnel avec le Celtic, lors d'une rencontre de championnat face au club de Motherwell. Il inscrit à cette occasion son premier but en pro, avec à la clé une très large victoire du Celtic (7-0).
Le 5 octobre 2020, il rejoint Barnsley, mais le jour après il est prêté à Stevenage.
Le 2 juillet 2021, il est prêté à Forest Green Rovers.
Le 31 janvier 2023, il rejoint Motherwell.
Le 28 juin 2023, il rejoint Exeter City.

### En équipe nationale
Avec les moins de 17 ans, il participe à trois reprises au championnat d'Europe des moins de 17 ans : en 2015, 2016 et 2017. Lors des éditions 2015 et 2016, il joue à chaque fois deux matchs. Lors de l'édition 2017, il joue trois matchs, portant le brassard de capitaine contre les îles Féroé et la Hongrie. Il inscrit un but contre les îles Féroé.

## Palmarès
- Vainqueur de la Scottish Youth Cup en 2017 avec les moins de 20 ans du Celtic FC
- Champion d'Écosse en 2016 et 2017 avec le Celtic FC
- Champion d'Angleterre D4 en 2022